# StemRad
StemRad ist ein israelisch-US-amerikanisches Unternehmen mit Sitz in Tel Aviv, das persönliche Schutzausrüstung für den Schutz vor ionisierender Strahlung entwickelt, herstellt und vertreibt. Ihr Hauptprodukt ist das 360 Gamma, ein Gerät, das dem Strahlenschutz dient und das Knochenmark im Beckenknochen schützen soll. Im Juli 2015 wurde die Zusammenarbeit zwischen StemRad und dem Luft- und Raumfahrtkonzern Lockheed Martin verkündet, um einen persönlichen Strahlenschutz für Astronauten zu entwickeln.

## Geschichte
StemRad wurde im Dezember 2011 von Oren Milstein und Daniel Levitt gegründet. Die Nuklearkatastrophe von Tschernobyl war Anstoß und Auslöser für die Unternehmensgründung, da viele Feuerwehrmänner und Ingenieure, die als erste vor Ort waren, aufgrund von Gamma-Strahlung starben, nachdem sie an dem sogenannten akuten Strahlensyndrom erkrankt waren. Ein weiterer Anstoß für die Produktentwicklung ist die stetig wachsende nukleare Bedrohung auf den Staat Israel. Nach der Nuklearkatastrophe von Fukushima im März 2011 schlossen sich die beiden Unternehmensgründer mit den Nobelpreisträgern Roger Kornberg, Aaron Ciechanover und dem angehenden Preisträger Michael Levitt zusammen, mit der gemeinsamen Vision „diejenigen zu retten, die uns retten.“ Verstärkt wurde die Gruppe durch den Beitritt von Richard Champlin von M.D. Anderson, der in den ersten Tagen des Unfalls in Tschernobyl die radiologisch erkrankten Ersthelfer versorgte.
Ende 2011 sicherte sich die Gruppe die Finanzierung des Risikokapitalfonds Wanka Capital und mit zusätzlichen privaten Investoren gründeten sie das Unternehmen in Tel Aviv. Die US-amerikanische Tochtergesellschaft in Palo Alto, Kalifornien wurde kurz darauf gegründet.

## Überblick
Laut Mitbegründer Oren Milstein sei dies das erste Produkt seiner Art, das vor Gamma-Strahlung schütze. Mit der Vorstellung des 360 Gamma hat StemRad der gängigen Meinung widersprochen, wonach der ganze Körper so gut wie möglich geschützt sein muss. Das Problem, das bei dem Versuch den ganzen Körper zu schützen auftaucht, ist das daraus resultierende Gewicht. So erklärt Nobelpreisträger Michael Levitt: „Ein Ganzkörperschutzanzug auf diesem Schutzniveau würde etwa 200kg wiegen.“ Deshalb wurden bisher Schutzvorrichtungen aus dünnem, aber schwerem Dämpfungsmaterial gegen Bestrahlung verwendet, um Bewegungsfreiheit zu gewährleisten. Diese Art von Abschirmung schützt jedoch nur vor Alpha- und Beta-Strahlung, nicht jedoch vor der sehr durchdringenden Gamma-Strahlung. Die vorhandene Schutzausrüstung ist daher nicht ausreichend, um vor den akuten gesundheitsschädlichen Auswirkungen zu schützen, die durch eine Gamma-Strahlenbelastung entstehen (d. h. akutes Strahlensyndrom oder Strahlenkrankheit). Bei den StemRad-Produkten wird nicht versucht, den ganzen Körper des Trägers abzuschirmen, sondern gezielt die an das Knochenmark reichende Region des Beckens zu schützen.

## Technologie
Damit der Körper von den akuten gesundheitsschädlichen Auswirkungen einer Strahlungsbelastung wieder genesen kann, ist der biologisch-regenerative Prozess, der nach einer Strahlenbelastung stattfindet, äußerst wichtig. Das menschliche Gewebe mit dem meisten regenerativen Potential ist das Knochenmark. Es ist gut dokumentiert, dass bei einer menschliche Exposition von Gamma-Strahlung bei einer Dosis bis zu 10 Gy (mittlere letale Dosis = 4Gy), der lebenslimitierende Faktor die Beschädigung des Knochenmarkgewebes ist. Die Strahlenbelastung nach einer nuklearen Katastrophe, beispielsweise bei der Explosion einer Atombombe oder einer Kernschmelze in einem Atomkraftwerk, rangiert etwa in dieser Höhe. Daher kam StemRad die Überlegung eines neuen Ansatzes, da eine hohe Anzahl der Todesopfer durch Gamma-Strahlenbelastung im Falle einer nuklearen Katastrophe verhindert werden könnte, sofern die Lebensfähigkeit des Knochenmarkes erhalten bleibt.
Das 360 Gamma ist in seiner Ausführung einem Gurt ähnlich und ist auf den Schutz des Knochenmarks ausgerichtet, das sich im Hüftknochen befindet (d. h. im Becken). Der Beckenbereich enthält bei einem Erwachsenen bis zu 50 % des aktiven Knochenmarks und von dort wird üblicherweise Knochenmark für eine Transplantation entnommen. Der Gurt wiegt etwa 14 kg und erlaubt dem Träger relative Bewegungsfreiheit, da er am Körperschwerpunkt sitzt. StemRad zeigt sich der Tatsache offen gegenüber, dass ihr Produkt nicht das ganze Knochenmark schützt und daher Strahlung in die abgeschirmte Region gelangen kann. Dennoch wird behauptet, das Produkt könne auch bei einer sehr hohen Dosis an Gamma-Strahlung Leben retten, basierend auf dem regenerierbaren Potential des Markgewebes. Die regenerative Kapazität des Knochenmarks kann an einer Transplantation aufgezeigt werden, wobei der Spender nur einen Bruchteil (weniger als 5 %) seines Marks spendet, was ausreicht, um das Knochenmark eines tödlich bestrahlten Patientens wieder aufzufüllen, sogar bei einer Dosis über 10 Gy. StemRad meint, die minimal notwendige Menge von Knochenmark gefunden zu haben, die ausreicht, um von einer Verstrahlung wieder genesen zu können. Nach anatomischer Analyse sei ein Produkt entwickelt worden, das in der Lage sei, eben diese kritisch notwendige Menge von Knochenmark zu schützen. Um Gewicht zu reduzieren, berücksichtigt StemRad die natürlichen abschirmenden Eigenschaften des menschlichen Gewebes, indem die Dicke an jedem Punkt umgekehrt proportional zur Dicke und Röntgendichte des darunter liegenden Gewebes ist, das geschützt wird. Laut StemRad wurde das 360 Gamma gegen eine Cloud-Quelle von Gamma-Strahlung getestet, um eine reale Lebenssituation darzustellen.

## Weltall
Derzeit ist das StemRad 360 Gamma als tragbare Weste konzipiert, die Erst- und Rettungshelfer vor gefährlicher Gamma-Strahlung schützt.
Lockheed Martin ist der Hauptauftragunternehmer bei dem Bau von Orion, der nächsten Generation von NASA-Raumfahrzeugen, die für den Transport von Menschen entwickelt wurde. Bei einer Versorgung mit Schutzvorkehrungen für eine Langzeitmission im Weltraum würde eine erfolgreiche Adaption des gewerbsmäßigen 360 StemRad Gamma ein Schlüsselelement für den Schutz von Gesundheit und Sicherheit der Astronauten darstellen.
Das Gemeinschaftsprojekt gewann die Unterstützung eines bilateralen Forschungsprojekts und wird durch Zuschüsse von Space Floria gefördert, der Agentur für wirtschaftliche Entwicklung und Raumfahrt in Florida, und von MATIMOP, der zuständigen wissenschaftlichen Behörde im israelischen Wirtschaftsministerium. Das fertige AstroRad-Produkt soll also dazu dienen, Austronauten im tiefen Weltraum zu schützen. Das Lockheed Martin Team hält diese Innovation für eine mögliche Lösung, um bei einer Reise zum Mars die Sicherheit der Mannschaft zu erhöhen.
Im Januar 2017 wurde die Unterzeichnung eines Abkommens zwischen der Israelischen Raumfahrtagentur und dem Deutschen Zentrum für Luft- und Raumfahrt bekanntgegeben, bei dem das StemRad-Lösungskonzept an Bord der NASA Orion Exploration Mission im tiefen Weltraum getestet werden soll.